# Neostenetroides magniezi
Neostenetroides magniezi là một loài chân đều trong họ Gnathostenetroididae. Loài này được Botosaneanu & Iliffe miêu tả khoa học năm 2007.